# سوبارو ایمپرزا
سوبارو ایمپرزا (Subaru Impreza) خودرویی است که از سال ۱۹۹۲ تا کنون در استان گونما ژاپن تولید شده‌است.

## نگارخانه

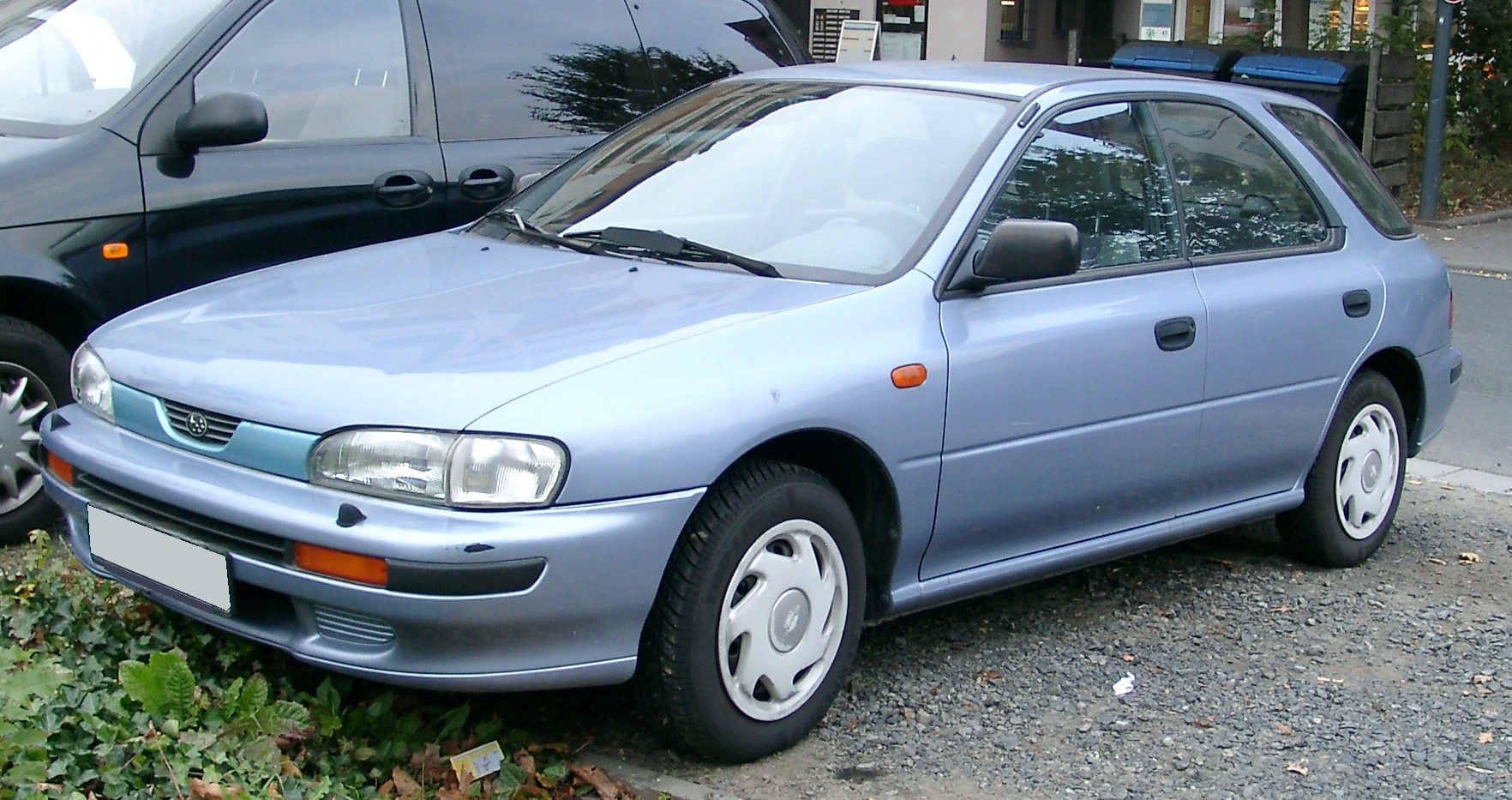
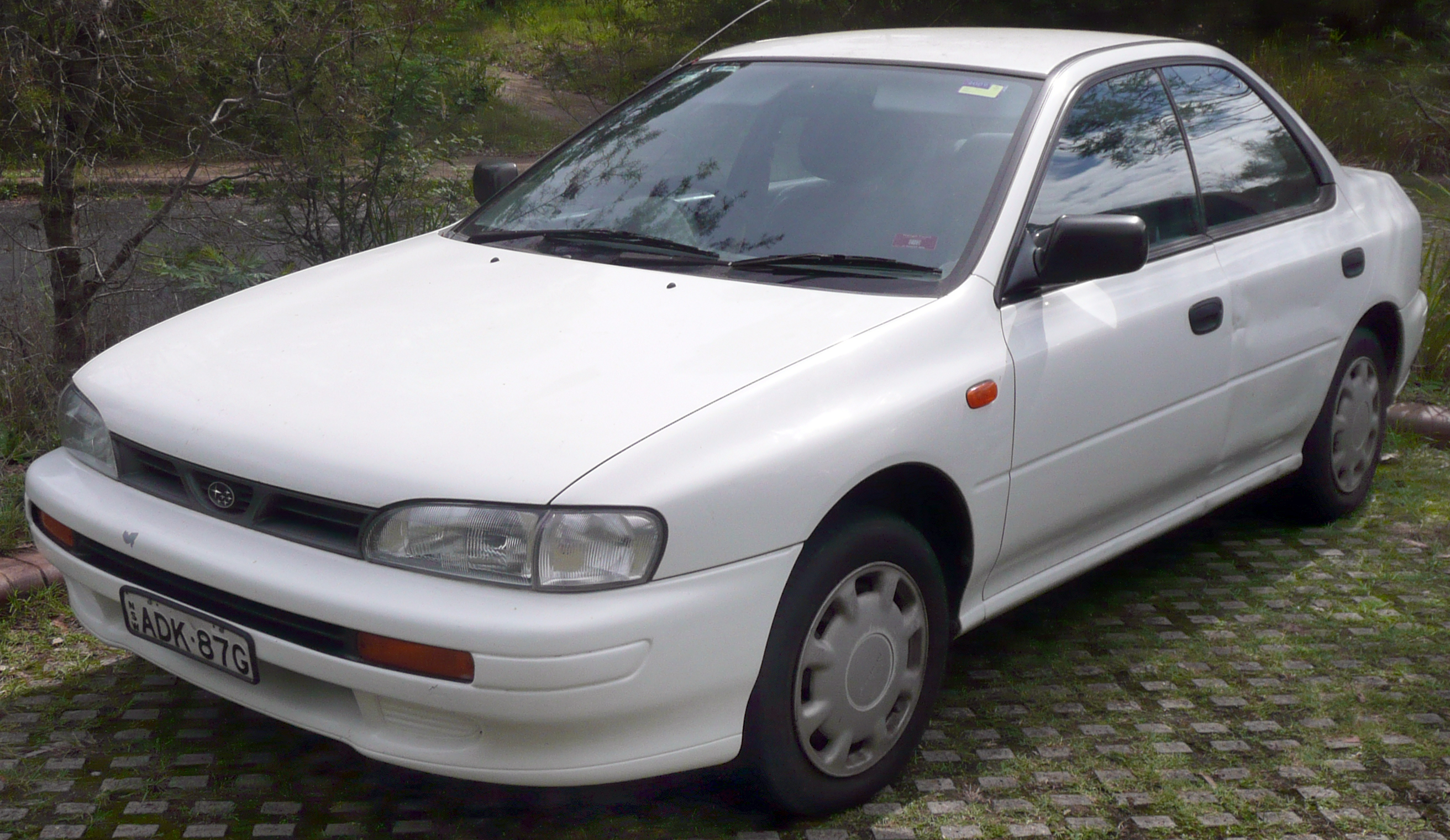
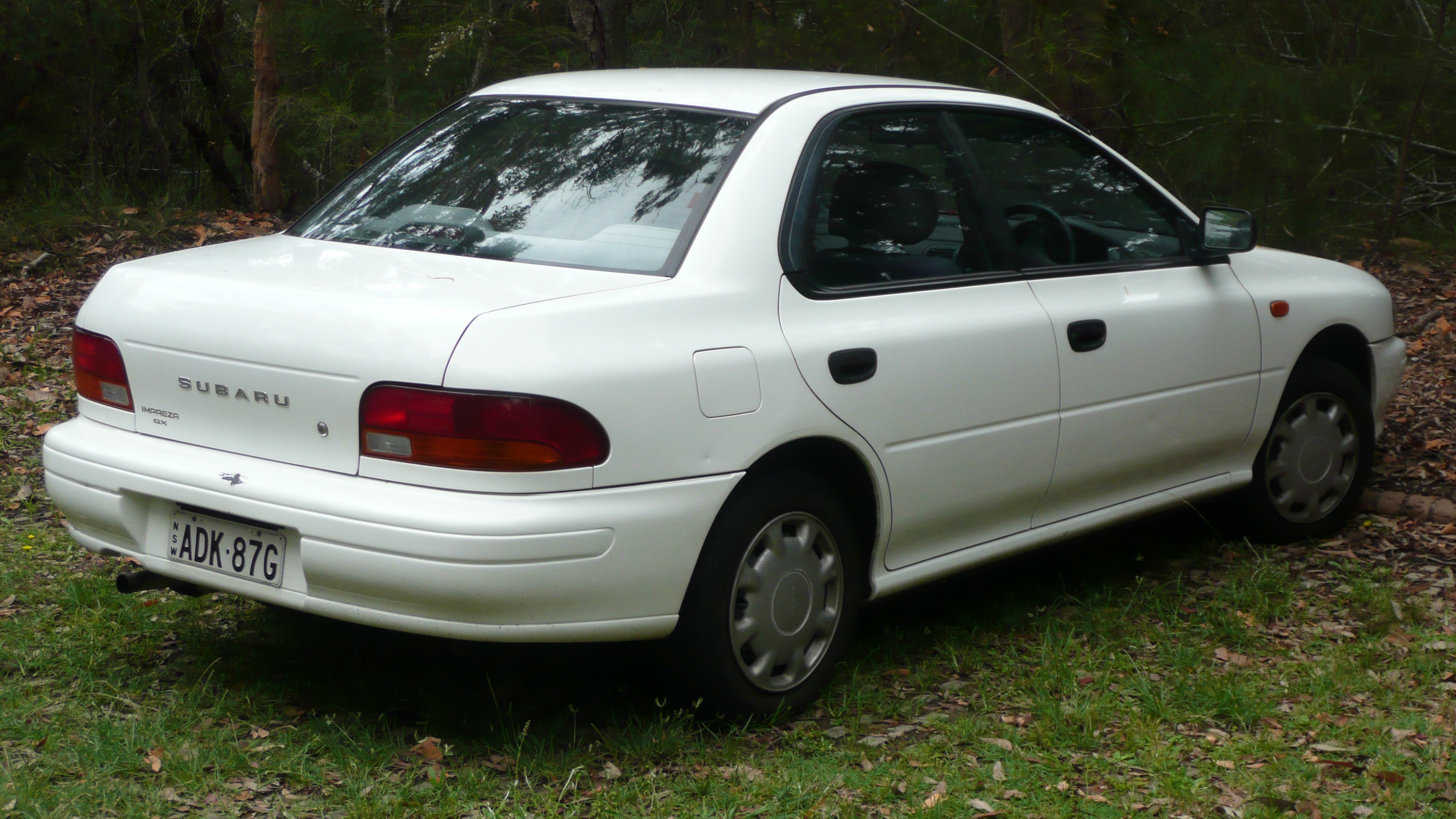
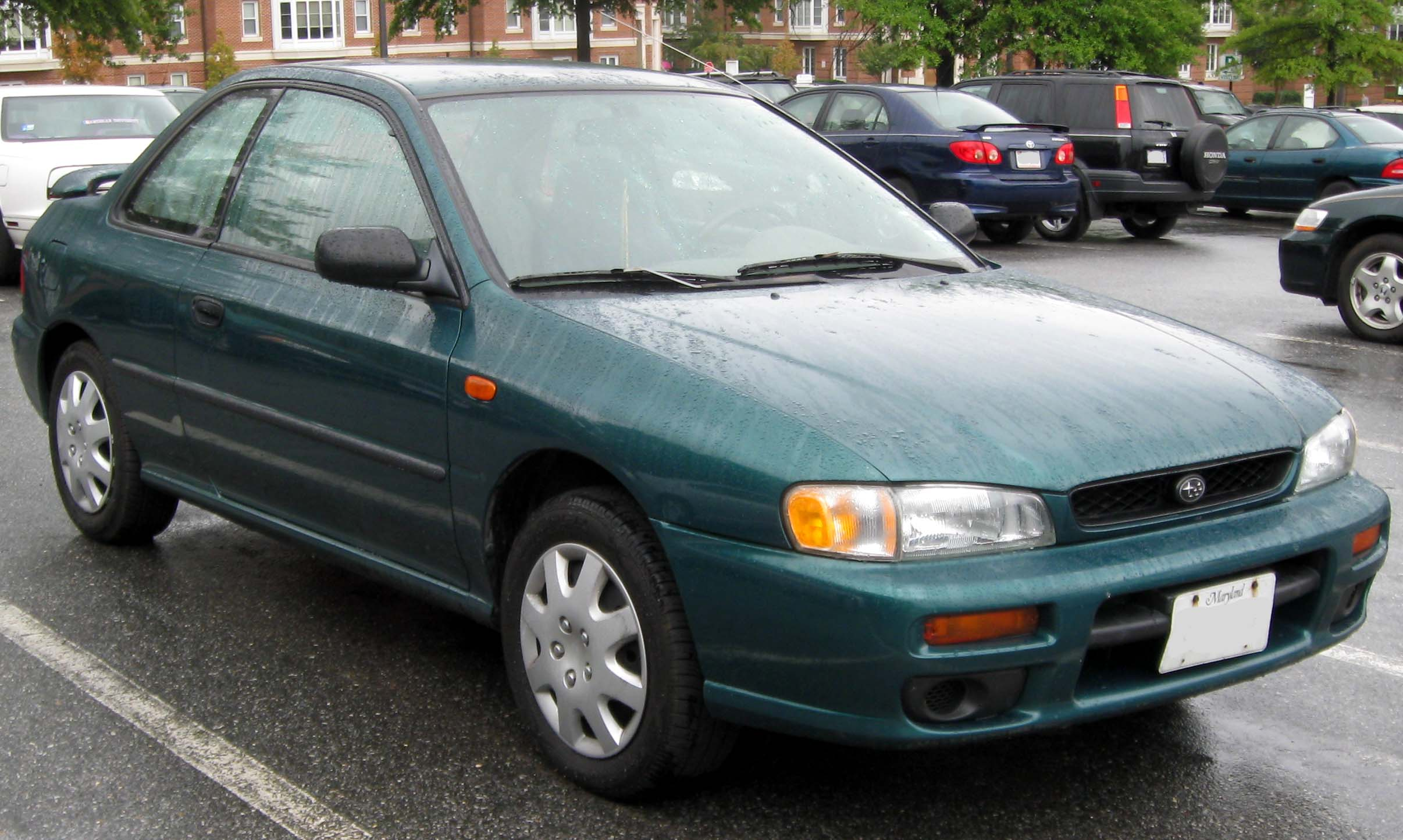
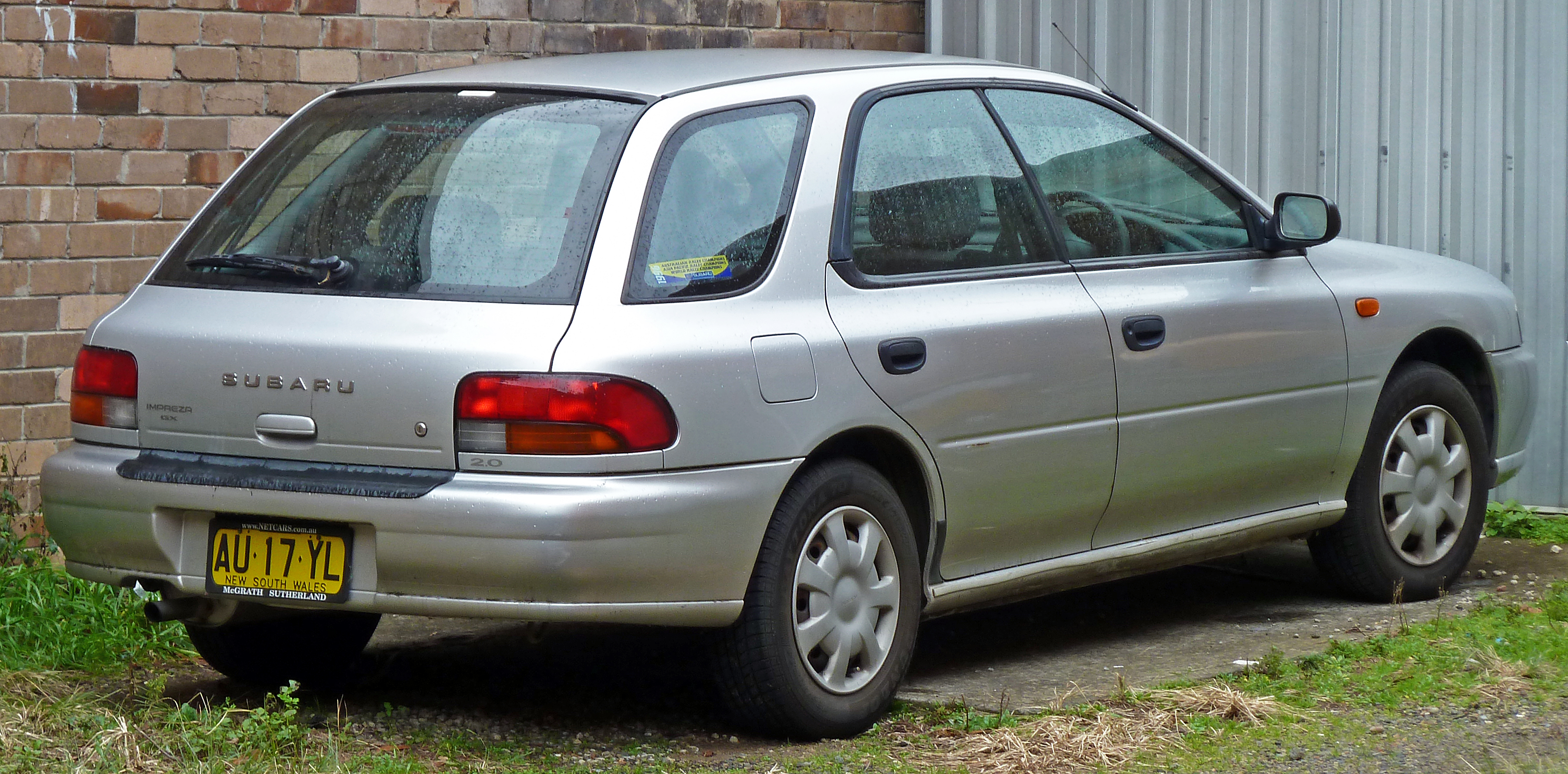
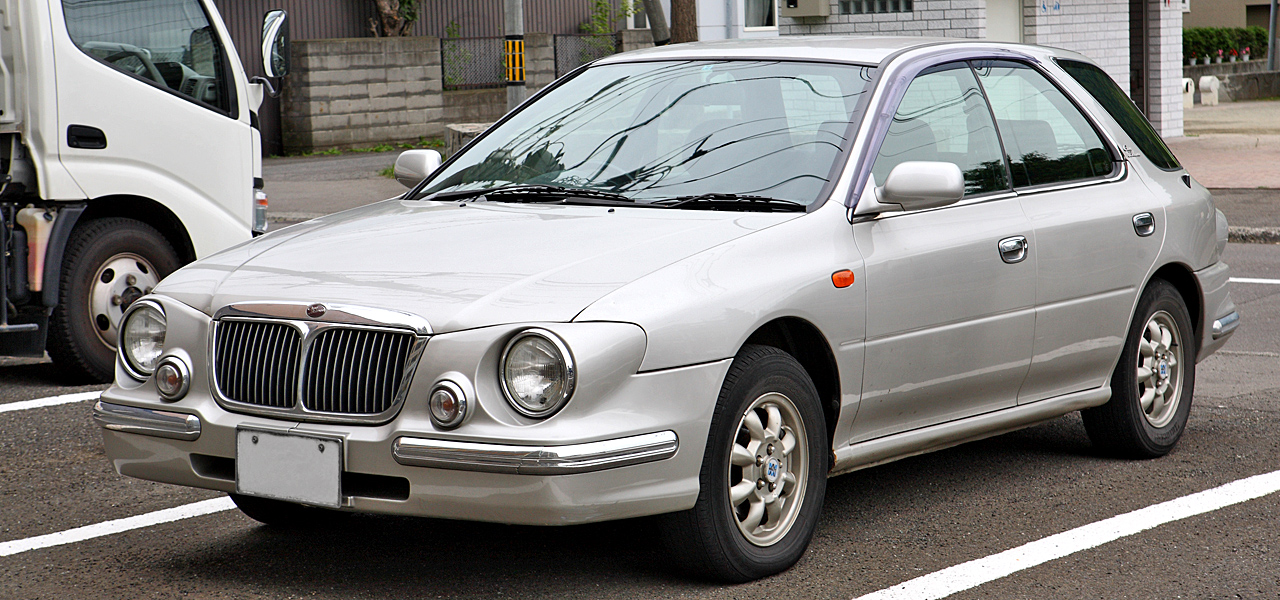